# Nadiia (oblast de Louhansk)
Nadiia (en ukrainien : Наді́я) est un village de l'est de l'Ukraine, situé dans la communauté territoriale de Kolomyichykha (en), dans le raïon de Svatove et dans l'oblast de Louhansk. Elle compte 25 habitants.

## Histoire
Lors de l'invasion russe de l'Ukraine, le village a été capturé par les forces russes. Il aurait été libéré par les forces ukrainiennes en octobre 2022. En août 2023, l’armée ukrainienne a signalé que Nadiia avait été touché par des frappes d’artillerie russe.
Le village est repris par l'armée russe le 2 mars 2025 avant d'être à nouveau libéré par l'armée ukrainienne le 23 mars suivant après une opération de 30 heures,.